# Відьмак (фольклор)
Відьма́к (також відьма́р, відьма́н, відьма́ч, відьмун) — персонаж слов'янської міфології, чаклун.
Існує два протилежних повір'я про відьмака. За першою версією, він діє заодно з відьмами та є начальником у певній окрузі над ними — себто є просто відьмою-чоловіком. За другою, він навпаки захищає людей від чар відьом та заложних мерців, з якими б'ється на кладовищах, лікує людей та тварин. Відьмаки знаються на конях і знятті відьомської причини.
Вважалося, що відьмак за допомогою чарів здатен за бажанням обертатись на метелика, коня, вовка чи іншу тварину.
За повір'ям, відьмак, як і решта чаклунів, буває вродженим або навченим. У вродженого відьмака може не бути бороди, вусів, але наявний маленький хвостик, а віддзеркалення в зіницях догори дриґом. Навчений відьмак нічим не відрізняється від нормальної людини.
Перед смертю відьмак повинен передати свої знання іншій людині. Коли він помирає, настає посуха або йдуть нескінченні дощі. За одним повір'ям, після смерті відьмака слід відрубати йому голову, покласти його обличчям униз і забити в рота кілок. До відьмацької могили кладуть шматок осики, цвяхи, папір, тирсу. Біля могили тричі розсипають мак. Люди вірили, що померлий відьмак лише тоді не перетвориться в упиря. За іншим повір'ям, відьмак і після смерті охороняє село, не пускаючи в нього мерців.

## У популярній культурі
У циклі фентезійних романів та оповідань «Відьмак» польського письменника Анджея Сапковського відьмаки — це найманці-мутанти з надприродними здібностями, які володіють магією та захищають людей від чудовиськ та інших темних сил.